# روشنایی ماه اوت
روشنایی ماه اوت (به انگلیسی: Light in August) رمانی از ویلیام فاکنر است. کتاب با همین عنوان به‌دست عبدالحسین شریفیان و با نام روشنایی در ماه اوت به‌دست مهرگان مهرداد به فارسی برگردانده شده‌است.